# Viaduct van Koekelberg
Het Viaduct van Koekelberg was tussen 1958 en 1984 een brug in Brussel die deel uitmaakte van de Kleine Ring.

## Geschiedenis
Het viaduct werd gebouwd naar aanleiding van Expo 58 en werd oorspronkelijk gebouwd als een 'tijdelijke' brug en was ongeveer anderhalve kilometer lang. De brug startte bij de huidige kruising met de Koning Albert II-laan, overbrugde onder andere het IJzerplein, de Sainctelettesquare en het kanaal en eindigde even voor het Simonisplein. Het viaduct verbond zo het stadscentrum en de gloednieuwe Kleine Ring (waarvoor ook een groot deel van de Kruidtuin werd opgeofferd) met de eerste Belgische autosnelweg: de A10 van Brussel naar Oostende. Het betonnen viaduct beschikte over drie rijstroken: één in elke richting plus een inhaalstrook. De constructie zou na Expo 58 afgebroken worden, maar vanwege de toegenomen verkeersdrukte besliste men het gevaarte te laten staan.

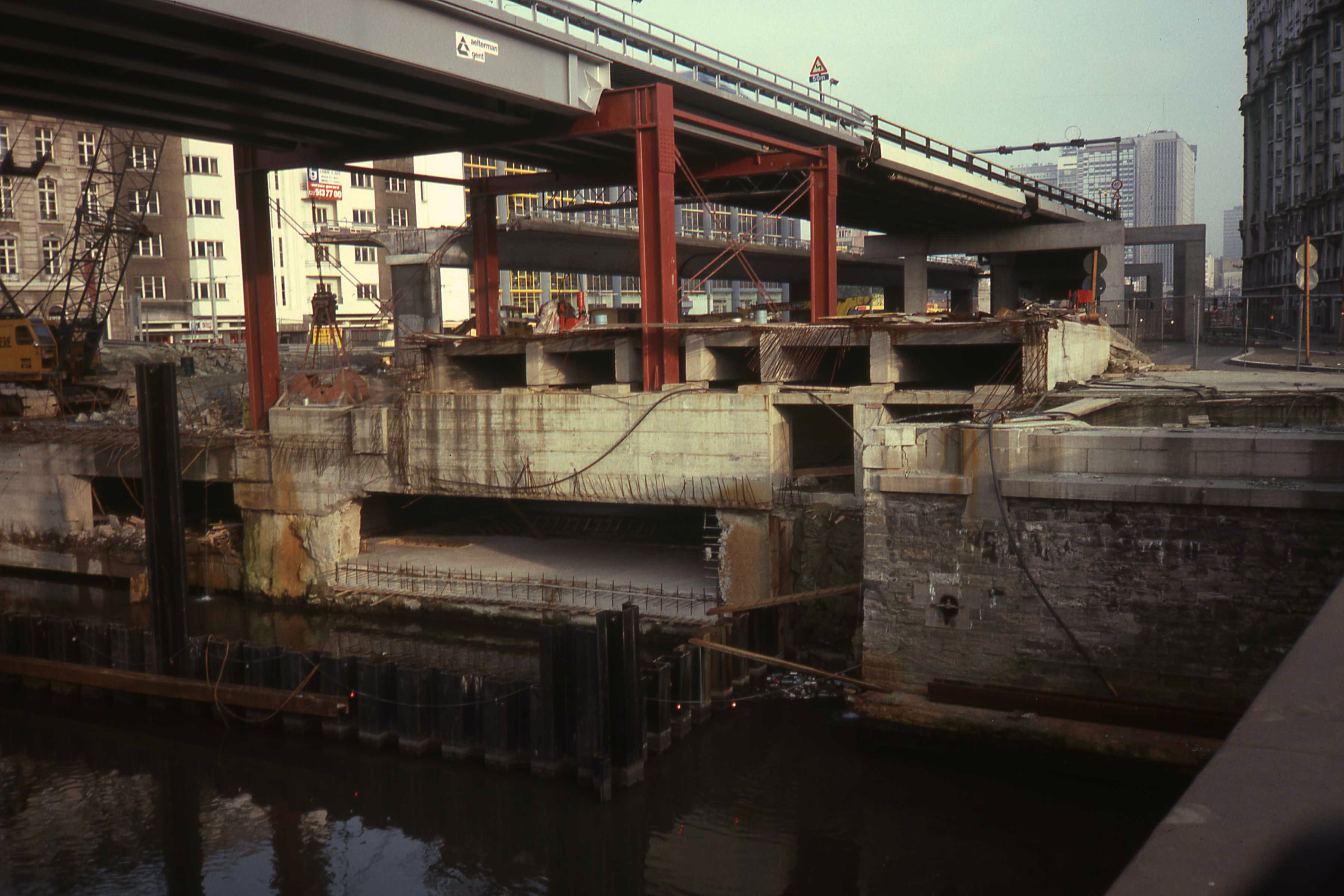
Werkzaamheden voor de aanleg van de metrotunnel en autotunnel in 1984. Op de achtergrond wordt het oude viaduct afgebroken.

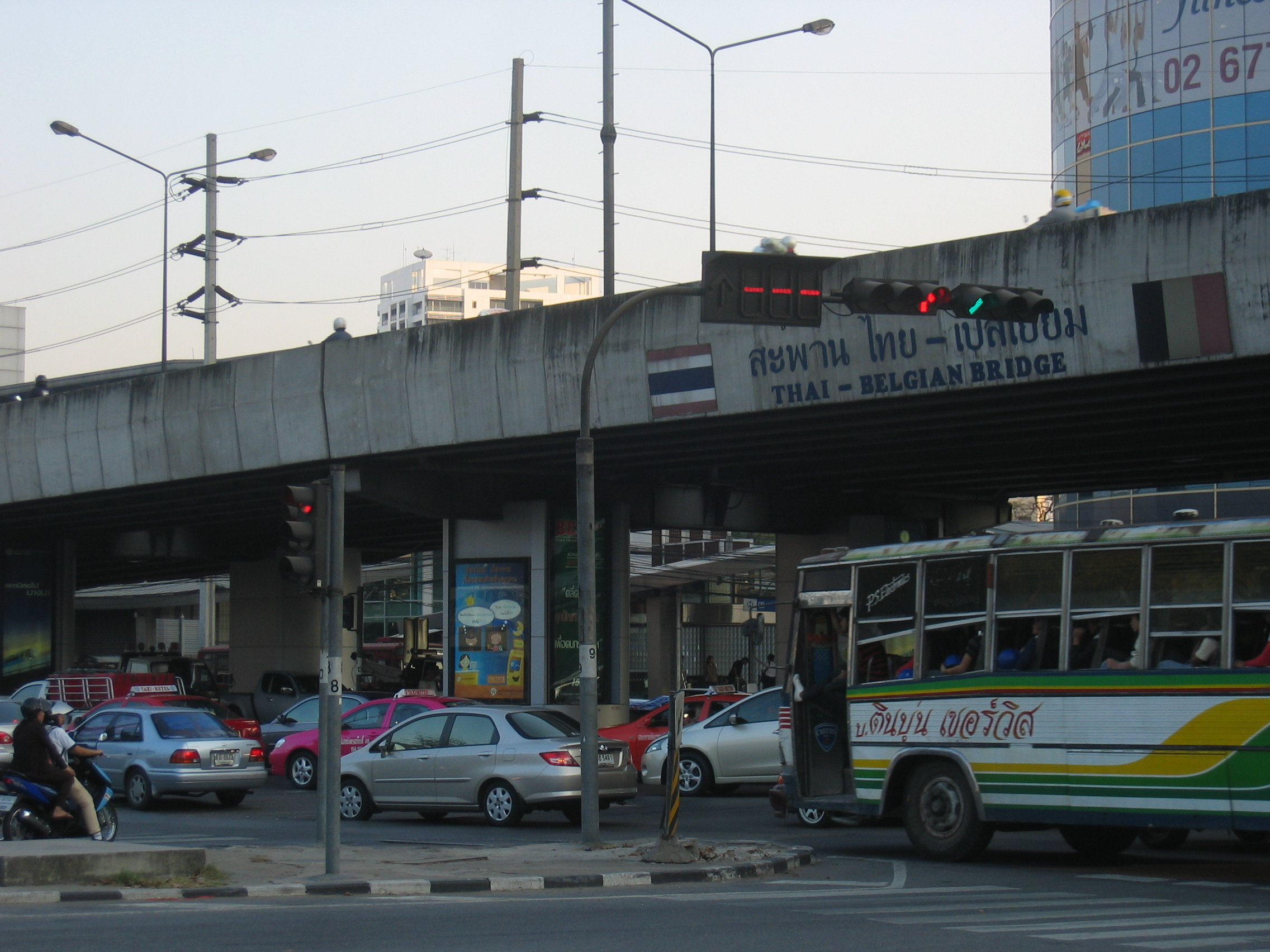
De brug over Rama IV Road of Thai-Belgian Bridge in Bangkok

In 1979 startte men de afbraak van het betonnen viaduct. Tegelijkertijd begon de aanleg van de alternatieve verbindingen, de Brusselse metrolijn 2 en de Leopold II-tunnel. Tijdens de werken overbrugde een stalen viaduct tussen Sainctelette en Simonis de bouwput van beide projecten.
Dat stalen viaduct bleef staan tot 1984; toen werd het verscheept naar Bangkok. Op 25 april 1988 werd The Belgian Bridge aan het Lumphini Park in gebruik genomen. De brug werd het uithangbord van de diplomatieke relaties tussen Thailand en België. In 2013 werd ze gerenoveerd. De toen nog als Leopold II-tunnel gekende tunnel werd pas op 31 augustus 1986 in gebruik genomen, en werd in 2022 hernoemd tot Annie Cordytunnel. De laan werd in 1991 heraangelegd, maar een echte woonboulevard, zoals de Leopold II-laan vóór Expo 58 was, is het niet meer geworden.